# François Certain de Canrobert
François Certain de Canrobert, usualmente conocido como François Certain-Canrobert y luego como Maréchal Canrobert (27 de junio de 1809, Saint-Céré, Lot - 28 de enero de 1895, París), fue un mariscal de Francia.

## Biografía
Su padre, Antoine Certain de Canrobert, fue caballero de la Orden de San Luis, y fue el vástago de una familia relativamente oscura, cuyo abuelo había sido ennoblecido en 1738 (la línea mayor de la familia, extinta en 1918, utilizó el apellido "Certain de La Meschaussée"): tras ponerse del lado realista emigró como consecuencia de la Revolución francesa y sus pocas propiedades fueron confiscadas durante este periodo e incluso fue brevemente encarcelado en el Temple en 1801. Su madre nació como Angélique de Niocel, también de una familia ennoblecida recientemente (su abuelo había sido ennoblecido en 1775 y su hermano se casó con una sobrina del Mariscal Joachim Murat, cuñado del Napoleón I).

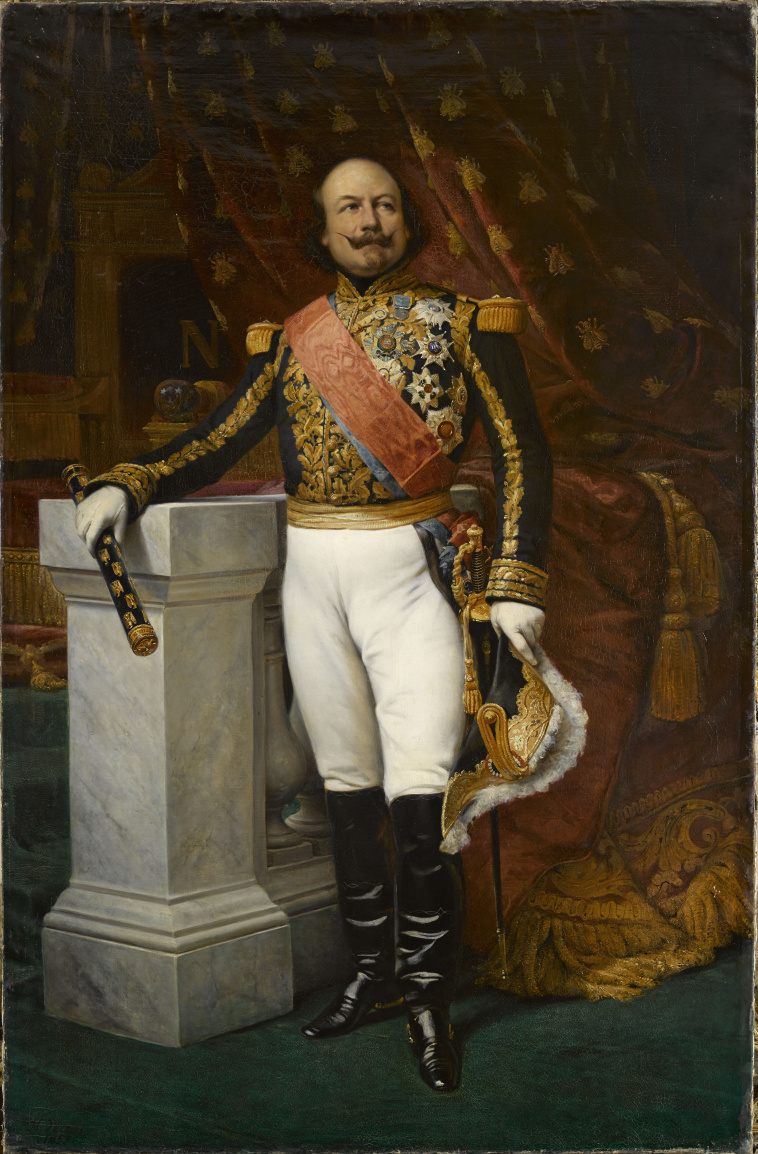
Mariscal Canrobert.

El futuro Mariscal fue educado en Saint-Cyr; recibió una comisión como subteniente en 1828, convirtiéndose en teniente en 1832.
Enviado a Argelia en 1835, sirvió en la expedición a Mascara, en la captura de Tlemcen, y en 1837 fue promovido a capitán y después a capitán adjunto-mayor. El mismo año recibió la Legión de Honor (Légion d'honneur) por conducta valiente. En 1839 fue empleado en la organización de un batallón de la legión extranjera francesa para las guerras carlistas. En 1841 volvió para servir en Argelia. Ascendido a teniente-coronel en 1846 y a coronel del 3.er regimiento en 1847, comandó la expedición contra Ahmed Sghir en 1848, y derrotó a los árabes en el Paso de Djerma. Transferido a los Zuavos (1848-50), derrotó a los cabilios, y en 1849 demostró tanto coraje como energía en el refuerzo de la bloqueada guarnición de Bou Saada, y al mando de una de las columnas atacantes en Zaatcha (diciembre de 1849). Por su valor en esta última ocasión recibió el rango de general de brigada y fue nombrado comendador de la Legión de Honor. Lideró la expedición contra Narah en 1850 y destruyó la fortaleza árabe.
Convocado a París, fue hecho ayudante de campo del presidente, Luis-Napoleón Bonaparte, y tomó parte en el coup d'état del 2 de diciembre de 1851. En la Guerra de Crimea comandó una división en la Batalla del río Almá, donde fue herido por dos veces. Sostuvo una comisión latente que lo intituló como comandante en caso de muerte de Saint-Arnaud, y así sucedió como comandante jefe del ejército francés pocos días después de la batalla. Fue herido ligeramente y vio la muerte de su caballo en Inkerman, cuando lideró la carga de los Zuavos. Desacuerdos con el comandante en jefe británico Lord Raglan, y en general, decepciones causadas por la prolongación del sitio de Sebastopol llevaron a su renuncia del mando, pero no volvió a Francia, prefiriendo servir como jefe de su antigua división hasta casi la caída de Sebastopol.

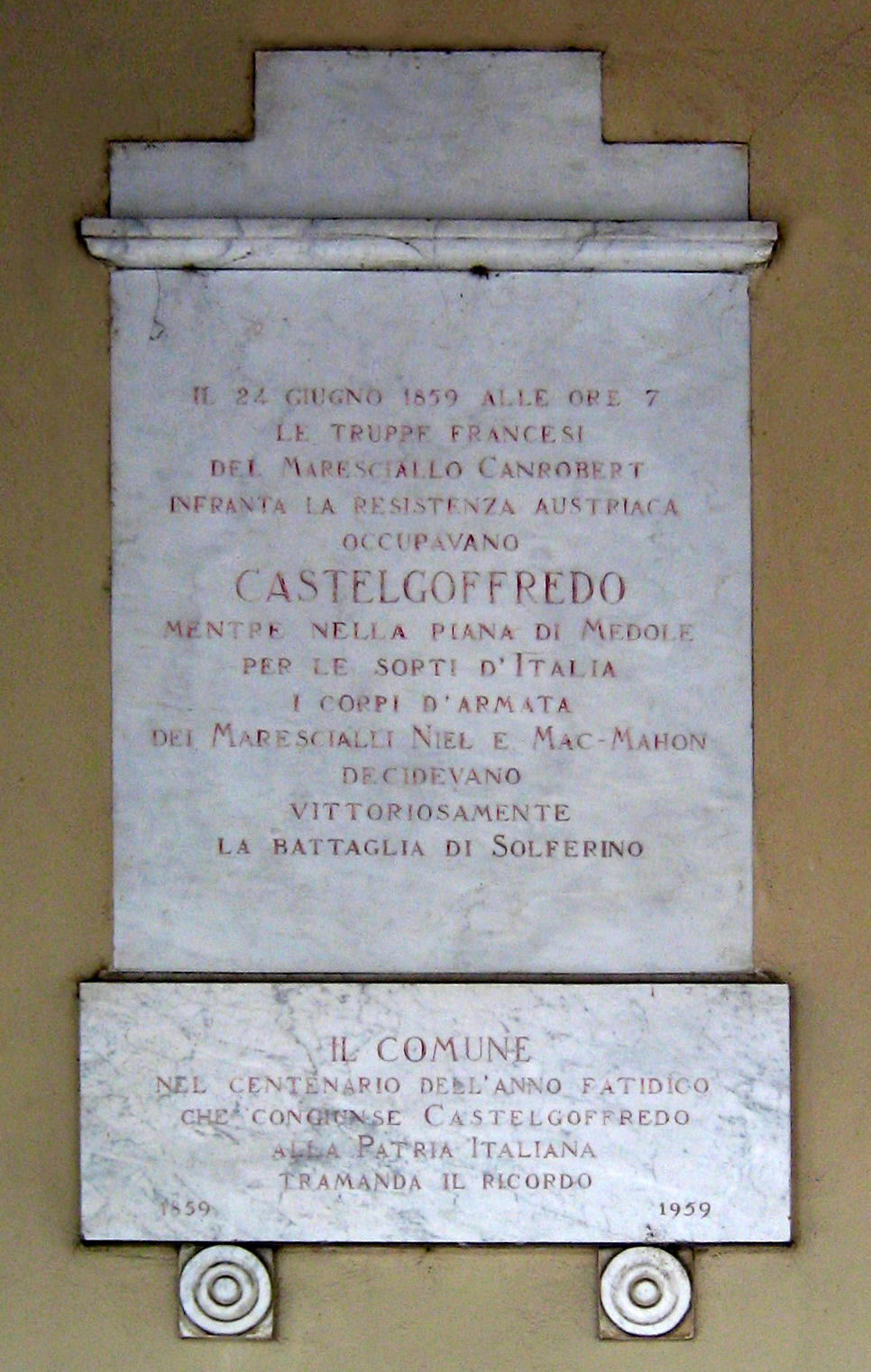
Castel Goffredo, placa conmemorativa en honor a François Certain de Canrobert.

Después de su retorno a Francia en agosto de 1855 fue enviado en misiones diplomáticas a Dinamarca y Suecia, y fue creado Mariscal de Francia y senador vitalicio. También recibió la gran cruz de la Legión de Honor y fue nombrado caballero gran cruz de honor de la Orden del Baño. Comando el III. Cuerpo de Ejército en Lombardía en 1859 durante la segunda guerra de Independencia italiana, distinguiéndose en Magenta y Solferino. Con suceso comandó el campo de Châlons, el IV. Cuerpo de Ejército en Lyon y el ejército de París.
Durante la guerra franco-prusiana comandó el VI. Cuerpo de Ejército, que fue casi aniquilado en Mars-la-Tour y en Gravelotte, donde Canrobert comandó sobre la posición de Saint-Privat. El VI. Cuerpo se encontraba entre los que quedaron encerrados en Metz y fue incluido en la rendición de esa fortaleza asediada.

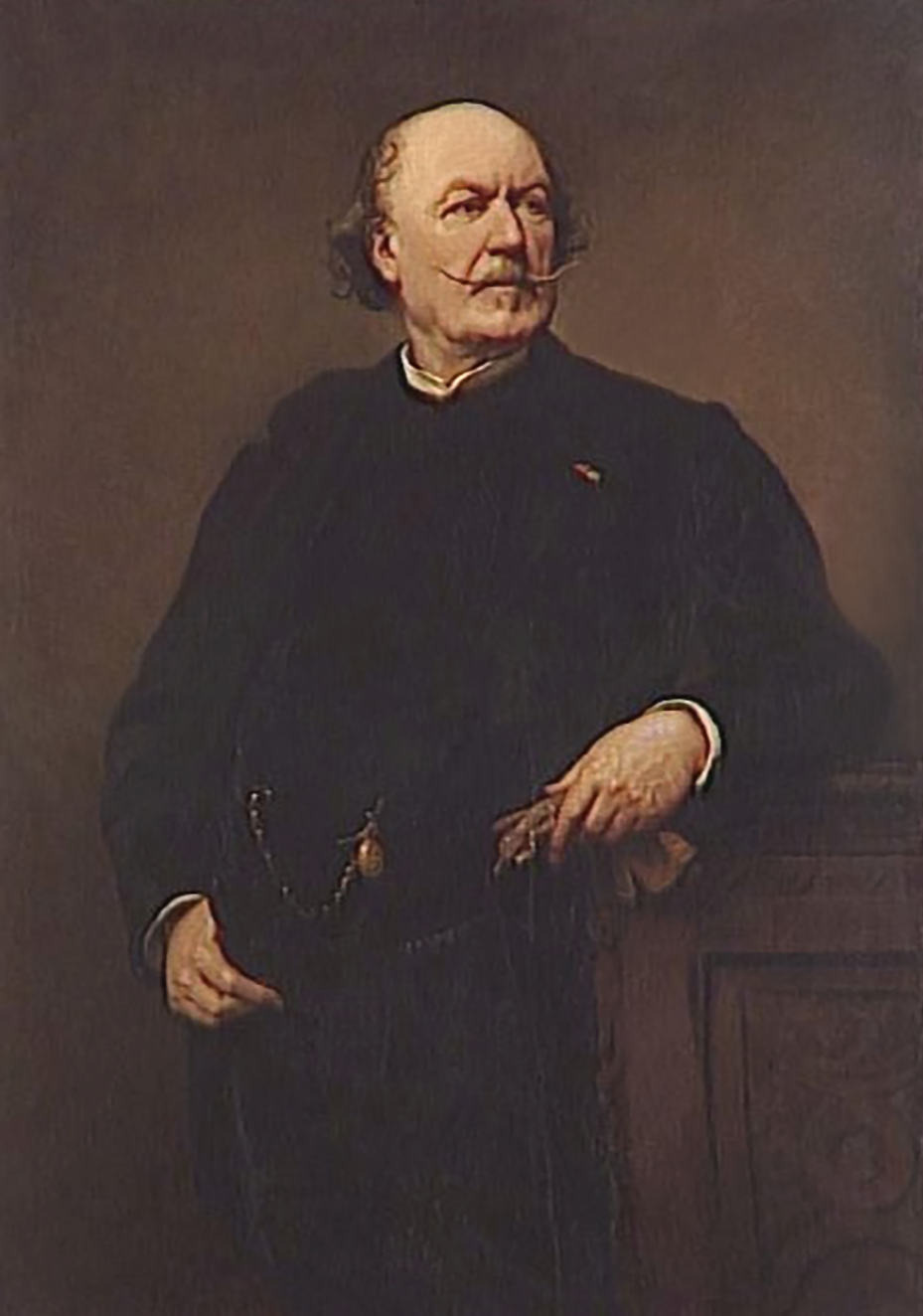
François Certain de Canrobert (Nélie Jacquemart).

Después de la guerra Canrobert fue elegido miembro del consejo superior de defensa, y también fue activo en la vida política, siendo elegido senador por el departamento de Lot en 1876 y por Charente en 1879 y otra vez en 1885. Murió en París y fue enterrado en el Hôtel des Invalides, recibiendo un funeral de estado: debido al rol de Canrobert durante el golpe de diciembre de 1851 y en la derrota francesa en Metz, este hecho provocó protestas de un diputado de la izquierda, Gustave Hubbard, quien consiguientemente fue gravemente herido en un duelo con el hijo primogénito de Canrobert.
El mariscal se casó en 1863 con Leila-Flora MacDonald, hija de un capitán del ejército británico y bisnieta de la heroína jacobita Flora MacDonald. Tuvieron una hija y dos hijos.
Sus memorias (Souvenirs) fueron publicadas en 1898 en París.

## Distinciones honoríficas
Imperio francés
- Legión de Honor (Gran cruz, 1855)
- Medalla Militar (1855)

 Reino Unido
- Orden del Baño (Caballero, 1854)

 Reino de Dinamarca
- Orden del Elefante (Gran cruz)

 Reino de Cerdeña
- Suprema Orden de la Santísima Anunciación (Caballero)

 Imperio ruso
- Orden de San Andrés (Caballero)
- Orden de San Alejandro Nevski

 Reino de Prusia
- Orden del Águila Negra